# ESRO
Europeiska rymdforskningsorganisationen, förkortat ESRO (av engelskans European Space Research Organisation) var en föregångare till den Europeiska rymdorganisationen (ESA) som grundades den 20 mars 1964 efter ett avtal som skrevs under den 14 juni 1962. Den efterföljdes av ESTEC som fortfarande är en del av ESA.